# Тильгнер, Виктор
Виктор Оскар Тильгнер (нем. Viktor Oskar Tilgner; 25 октября 1844, Пресбург, Австрийская империя — 16 апреля 1896, Вена, Австро-Венгрия) — австрийский скульптор, портретист и медальер. Почётный член Академии изящных искусств Вены.
Один из выдающихся представителей необарокко в искусстве скульптуры Австрии.

## Биография
Сын офицера императорской армии. Обучался в Академии изобразительных искусств в Вене. Ученик видного представителя академизма Ганса Макарта, скульпторов Франца Бауэра и Йозефа Гассера. Искусству медальерства учился под руководством Йозефа Бёма.
Входил в круг деятелей искусства группировавшихся вокруг мецената графа К. Лянцкоронского. Поддерживал дружеские отношения с композитором Иоганном Штраусом (сыном).
Его учеником был Джон Вальц.

## Творчество
Автор памятников, статуй, надгробий и скульптурных портретов
Ряд работ В. Тильгнера размещены на Рингштрассе австрийской столицы.

## Избранные работы

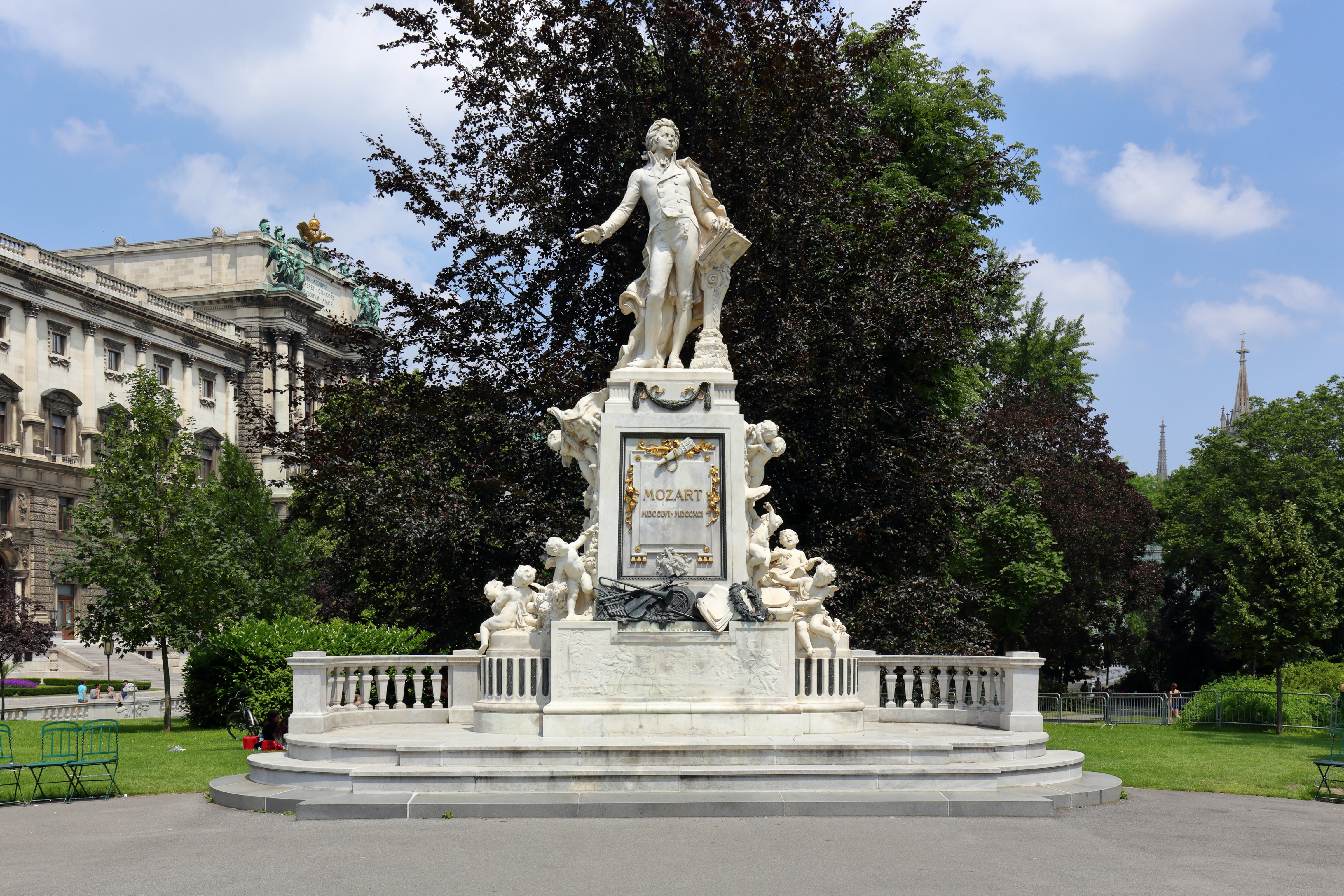
Памятник Моцарту в Бурггартене (1896)

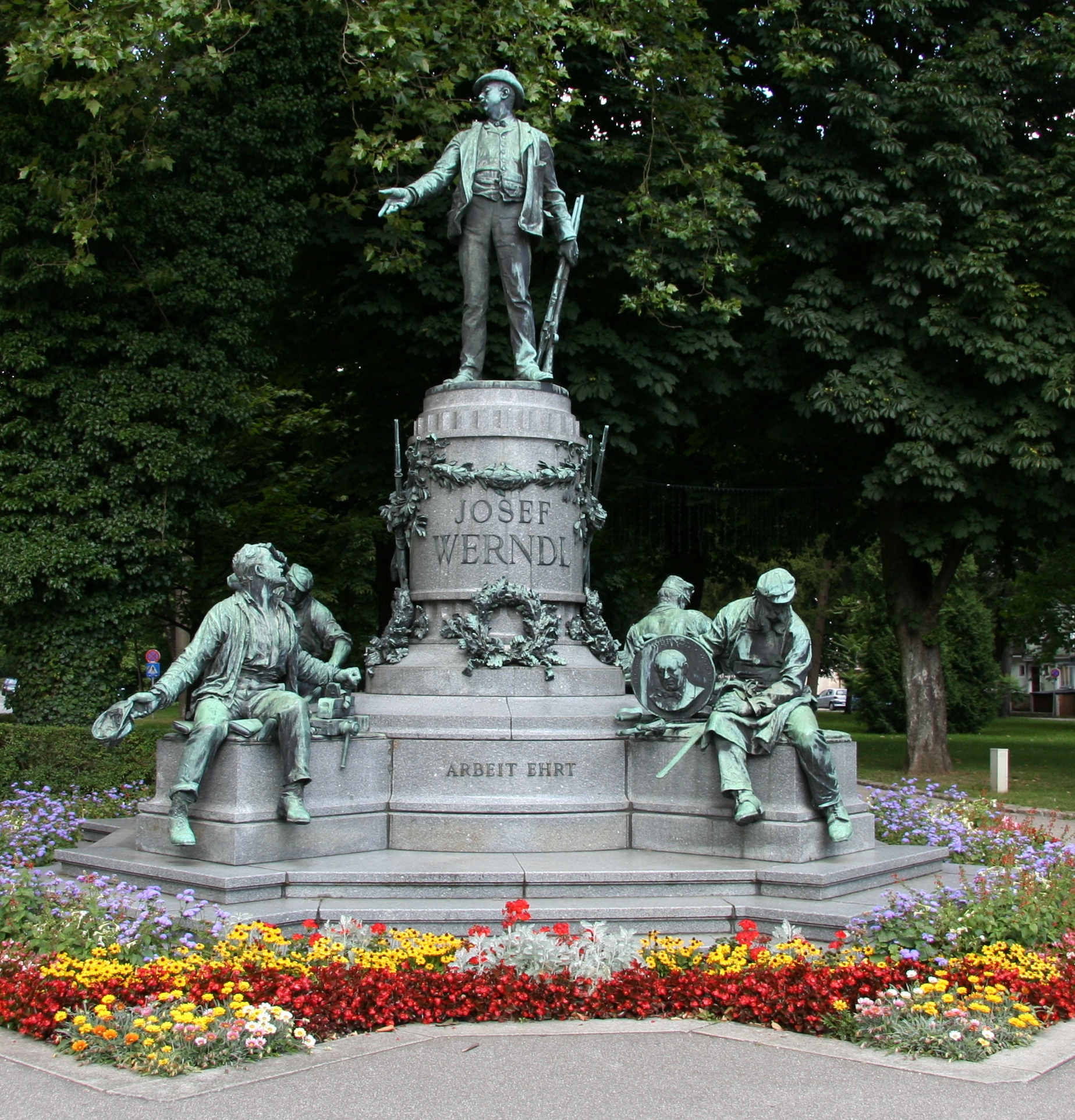
Памятник Йозефу Верндлю в Штайре

- Памятник Моцарту в Бурггартене (1896), считается наиболее важной работой Виктора Тильгнера.[7]
- Каменная статуя «Аллегория скульптуры» на Центральном кладбище Вены
- Бронзовый бюст Винченцо Беллини в Венской государственной опере
- Статуя Тритона в венском Хофбурге. Две копии этой работы и нимфы расположены в Братиславе — одна во дворе Словацкой национальной галереи, вторая во дворе дворца Мирбаха
- фонтан Ганимеда перед Городским театром (Словацкий национальный театр в Братиславе)
- Памятник Йозефу Верндлю в Штайре
- Статуя герцога Австрии Леопольда V (Военно-исторический музей (Вена))
- Статуя Рубенса (Дом художников Вены)
- Статуя Кристиана Даниэля Рауха (Музей истории искусств в Вене)
- Бюст Йозефа фон Фюриха (Музей истории искусств в Вене)
- Статуя Корнелиуса (Музей истории искусств в Вене)

Морица фон Швинда (Музей истории искусств в Вене)
- Статуя Архимеда в здании Парламента Австрии